# فرودگاه منگالور (استرالیا)
فرودگاه منگالور (استرالیا) (به انگلیسی: Mangalore Airport (Australia)) یک فرودگاه همگانی است که یک باند فرود آسفالت دارد و طول باند آن ۲۰۲۷ متر است. این فرودگاه در کشور استرالیا قرار دارد و در ارتفاع ۱۴۲ متری از سطح دریا واقع شده است.